# Schmidtia
Schmidtia là một chi thực vật có hoa trong họ Hòa thảo (Poaceae).

## Loài
Chi Schmidtia gồm các loài: